# Criotettix longzhouensis
Criotettix longzhouensis är en insektsart som beskrevs av Zheng, Z. och G. Jiang 2000. Criotettix longzhouensis ingår i släktet Criotettix och familjen torngräshoppor. Inga underarter finns listade i Catalogue of Life.